# Santuario di Santa Maria di Picciano
Il santuario di Santa Maria di Picciano è un edificio di culto situato nei pressi della città di Matera. Sorge su un'altura a 440 m a cavallo tra Basilicata e Puglia tra la valle del fiume Bradano e l'altopiano delle Murge.

## Storia
Il primo insediamento monastico e la chiesa erano situati lungo la Gravina di Picciano, sulla sponda destra del torrente dove sorge la cappella dei Grottini, segno superstite dell'antico insediamento ai piedi del colle. Successivamente i monaci benedettini, la cui presenza è testimoniata a partire dal 1219, si trasferirono sulla sommità del colle; a partire dalla seconda metà del '300, ai monaci benedettini subentrarono i Gerosolimitani, in seguito i Templari e infine i Cavalieri di Malta che costituirono una commenda e si presero cura del santuario per circa quattro secoli.
Dalla fine del Trecento la commenda di Santa Maria di Picciano estese in suoi beni in diversi centri di Puglia e Basilicata. Alla fine del Cinquecento il commendatore Gian Girolamo Carafa fece invertire l'orientamento della chiesa e fece eseguire una copia della effigie della Madonna, che alla sua morte fu collocata nella concattedrale de La Valletta, ed è ancora oggi venerata con il nome di Madonna di Carafa. Il completamento dei lavori si deve al commendatore Silvio Zurla di Crema tra il 1645 ed il 1685, che fece costruire sul nuovo altare maggiore un'icona in pietra intagliata con figure a rilievo e vi fece trasportare la sacra immagine della Vergine, originariamente presente nell'affresco absidale, proteggendola con un cristallo proveniente da Venezia, e completò la navata laterale sinistra.
La chiesa ebbe il suo aspetto definitivo a partire dal 1794, quando fu costruita una terza navata a destra di quella centrale. La commenda fu soppressa nel 1807, anno delle soppressioni murattiane. Dopo un periodo di abbandono, nel 1966 c'è stato il ritorno dei monaci benedettini e la ricostruzione del monastero, a seguito dell'accordo siglato nel 1962 tra l'arcidiocesi di Matera e la Congregazione olivetana.

## Architettura
L'impianto della chiesa, in stile romanico, è articolato su tre navate. Le diverse ristrutturazioni avvenute nel corso dei secoli hanno ampliato l'oratorio, apportando modifiche al soffitto che originariamente era a cupole e successivamente è stato sostituito da una volta a botte. Sopra l'altare maggiore vi è l'immagine della Madonna, databile al XV secolo, e nella cappella alle spalle dell'altare la statua della Madonna, risalente presumibilmente all'inizio del XVIII secolo, che viene portata in processione.

## Devozione
La leggenda narra che la Vergine apparve a un pastore abruzzese, in cerca dei suoi buoi smarriti, che percorreva quei luoghi per la transumanza. Grande è la devozione che spinge molti abruzzesi a recarsi al santuario il 25 marzo, per la festività dell'Annunziata, continuando la tradizione. Da semplice devozione popolare le festività diventarono culto ufficiale della chiesa locale già nel Seicento, con il solenne pellegrinaggio di popolo proveniente anche dalle regioni limitrofe e del clero guidato dall'arcivescovo di Matera per la consacrazione ufficiale del luogo di culto. A partire dal 1785 l'organizzazione della festa passò dagli abruzzesi ai materani. L'afflusso dei pellegrini, oltre che per la solennità del 25 marzo, continua per tutto il mese di maggio.